# Luigi de Baillou
Pietro Luigi Francesco de Baillou, noto anche come Louis de Baylou (Milano, 27 luglio 1736 – Milano, 14 marzo 1804), è stato un violinista e compositore italiano.
Le informazioni biografiche su Baillou sono frammentarie. Nato a Milano, figlio di Francesco Baillou, fu probabilmente allievo di Nicolas Capron a Parigi. Dal 1762 visse a Stoccarda, dove lavorò nell'orchestra di corte del Duca di Württemberg, di cui divenne primo violino nel 1771. Licenziato nel 1774, si trasferì a Milano, dove visse fino alla morte.
La maggior parte della sua produzione compositiva è datata dopo il suo rientro in Italia, e solo una manciata di composizioni di dubbia attribuzione sono associate al suo nome nel periodo della sua permanenza in Germania. Il suo genere principale fu il balletto, di cui è difficile valutare la qualità della produzione, dal momento che la musica non è sopravvissuta e i giudizi della critica dell'epoca sono rari. Tra il 1775 e il 1777 compose sei balletti, e nel 1778 due balletti destinati al teatro di Firenze e un'opera destinata a Stoccarda. Nel 1779 divenne primo violino e direttore del Teatro alla Scala, ruolo che ricoprì per 23 anni. Tra il 1783 e il 1788 compose sette balletti per il teatro milanese, e nello stesso periodo fu anche primo violino presso il Pio Istituto de' Professori di Musica. Nel 1797, durante l'occupazione napoleonica, compose un balletto di orientamento filo-repubblicano. Nel 1802 arbitrò una controversia tra l'impresa teatrale e l'orchestra. Nel 1803 terminò il suo incarico alla Scala, nel quale venne sostituito da Alessandro Rolla. Morì a Milano nel 1804 e venne sepolto nel cimitero di San Gregorio fuori da Porta Venezia, poi demolito alla fine dell'Ottocento. Il suo ultimo balletto, La disfatta di Abderamo, venne eseguito postumo solo nel 1809. Diversi tra i suoi figli e nipoti furono musicisti alla Scala.
Oltre ai balletti, compose cinque sinfonie e un'ouverture, di stile piuttosto semplice, un duetto e cinque trii per violini di difficoltà elementare, e due volumi didattici su arpeggi e solfeggio.